# Aniba (Nubia)

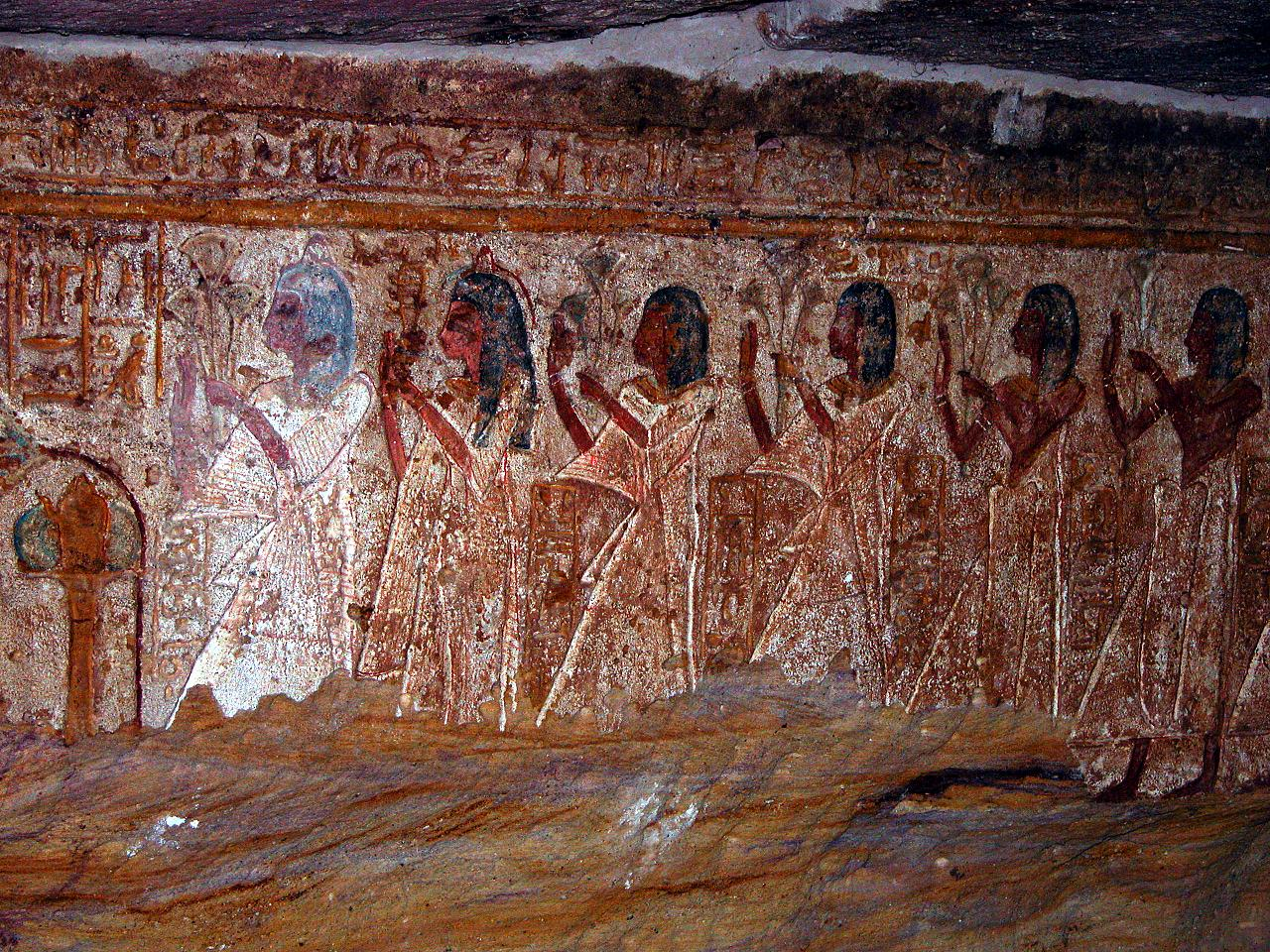
Tumba de Penenut, relieve de la capilla funeraria.

Aniba fue un pueblo en Nubia, aproximadamente 230 km al sur de Asuán. El sitio está hoy cubierto por el Lago Nasser. En la antigüedad fue una ciudad importante llamada Miam. La región alrededor de la ciudad era una de las más fértiles de la Baja Nubia.
Los restos más antiguos en Aniba datan alrededor de 3000 a. C. y pertenecen a la cultura Grupo-A. Se encontraron unos cuantos cementerios que le pertenecían. En el Imperio Medio (aproximadamente 2000 a 1700 a. C.) la región fue gobernada por los egipcios y en la Duodécima Dinastía allí fue construida una fortaleza con un pequeño pueblo. A principios del Imperio Nuevo (aproximadamente 1550 a. C.) la ciudad se amplió y tenía aproximadamente 200 x 400 m, con una muralla y puertas. Durante el Imperio Nuevo la ciudad creció y tuvo varios suburbios. Dentro de la propia ciudad estaba el templo de Horus de Miam. Cuando fue excavado estaba mal conservado pero podría ser una fundación del Imperio Medio. Al norte de la ciudad todavía había un pueblo nubio perteneciente a la cultura del Grupo-C. Alrededor de la ciudad había enormes cementerios, algunos de ellos pertenecientes a nubios, pero otras tumbas fueron levantadas en estilo puramente egipcio. No se sabe con exactitud si las personas enterradas aquí eran nubios que habían adoptado la cultura egipcia o si estos eran colonos egipcios. Una tumba bastante sencilla perteneció al virrey de Kush Panehesy, una persona importante también conocida por otras fuentes. Hay incluso una tumba decorada cortada en la roca que pertenece al diputado de la Baja Nubia Penenut. Su oficina probablemente tenía su sede en Aniba.